# Gran Galà del calcio AIC 2018

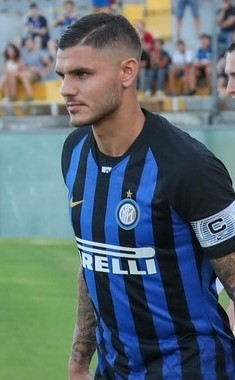
L'argentino Mauro Icardi, migliore calciatore assoluto al Gran Galà del calcio AIC 2018.

Il Gran Galà del calcio AIC 2018 è stata l'ottava edizione dell'omonima manifestazione in cui sono stati premiati, da parte dell'Associazione Italiana Calciatori, i protagonisti del calcio italiano per la stagione 2017-2018.
I riconoscimenti sono stati consegnati il 3 dicembre 2018.
Protagonista dell'edizione, per il settimo anno consecutivo, è stata la Juventus, premiata per la settima volta di fila (record) come miglior società e, attraverso i suoi tesserati, capace di primeggiare anche nella squadra dell'anno, con quattro elementi, nonché nella categoria di migliore allenatore, con la vittoria per la quarta volta (record) di Massimiliano Allegri; il riconoscimento riservato al miglior calciatore assoluto è andato per la prima volta all'interista Mauro Icardi.

## Vincitori
Squadra dell'anno
| Ruolo | Naz.                            | Giocatore               | Squadra  |
| ----- | ------------------------------- | ----------------------- | -------- |
| P     | Brasile (bandiera)              | Alisson                 | Roma     |
| D     | Portogallo (bandiera)           | João Cancelo            | Inter    |
| D     | Senegal (bandiera)              | Kalidou Koulibaly       | Napoli   |
| D     | Italia (bandiera)               | Giorgio Chiellini       | Juventus |
| D     | Brasile (bandiera)              | Alex Sandro             | Juventus |
| C     | Bosnia ed Erzegovina (bandiera) | Miralem Pjanić          | Juventus |
| C     | Serbia (bandiera)               | Sergej Milinković-Savić | Lazio    |
| C     | Belgio (bandiera)               | Radja Nainggolan        | Roma     |
| A     | Argentina (bandiera)            | Paulo Dybala            | Juventus |
| A     | Argentina (bandiera)            | Mauro Icardi            | Inter    |
| A     | Italia (bandiera)               | Ciro Immobile           | Lazio    |

Migliore calciatore assoluto
| Piazzamento | Giocatore    | Squadra |
| ----------- | ------------ | ------- |
| Vincitore   | Mauro Icardi | Inter   |

Migliore allenatore
| Piazzamento | Allenatore           | Squadra  |
| ----------- | -------------------- | -------- |
| Vincitore   | Massimiliano Allegri | Juventus |

Migliore calciatore della Serie B
| Piazzamento | Giocatore     | Squadra |
| ----------- | ------------- | ------- |
| Vincitore   | Sandro Tonali | Brescia |

Miglior società
| Piazzamento | Società calcistica |
| ----------- | ------------------ |
| Vincitore   | Juventus           |

Migliore arbitro
| Piazzamento | Arbitro         |
| ----------- | --------------- |
| Vincitore   | Gianluca Rocchi |

Calciatrice dell'anno
| Piazzamento | Giocatrice  | Squadra    |
| ----------- | ----------- | ---------- |
| Vincitrice  | Alia Guagni | Fiorentina |

Gol dell'anno
| Piazzamento | Giocatore    | Squadra | Partita                           |
| ----------- | ------------ | ------- | --------------------------------- |
| Vincitore   | Mauro Icardi | Inter   | Sampdoria - Inter (18 marzo 2018) |

Premio alla carriera ;
- Andrea Pirlo
- Francesco Totti